# Пафф (напій)
Пафф — різновид молочних алкогольних пуншів, які розбавлені сифонною водою.

## Приготування
Для приготування Пафф беруть рівні частини молока, підсолоджуючого компонента і міцної алкогольної основи. Використовують різні поєднання алкогольних основ і підсолоджуючого компонента. Рецептури для Пафф розробляють за формулою (a + b + c) + β,
де 1 частина 25 мл; a — підсолоджуючий компонент; d — молоко; c — міцна алкогольна основа; β — газована вода. Підсолоджуючим компонентом є різні плодово-ягідні сиропи і лікери.

## Види пафф
- бренді-пафф
- джин-пафф
- віскі-пафф
- ром-пафф